# Leo Wehrmann
Leo Wehrmann (ur. 10 grudnia 1840 we Frankfurcie nad Odrą, zm. 9 września 1919 w Berlinie) – niemiecki prawnik i urzędnik kolejowy, m.in. prezes Dyrekcji Kolei we Wrocławiu (1893-1898).
Absolwent Gimnazjum Francuskiego w Berlinie (Französisches Gymnasium) (1957), następnie odbył roczną praktykę w rolnictwie. Studiował prawo na uniwersytetach w Getyndze (1958) i w Berlinie. Aplikacja w berlińskim sądzie apelacyjnym (Kammergericht) została przerwana przez udział w wojnach - niemiecko-duńskiej 1864, w trakcie której wyróżnił się, i 1866 roku.
Po dwóch latach pracy w charakterze asesora sądowego, w 1868 przeniósł się do pruskiej administracji kolejowej będąc zatrudniony w Dyrekcji Kolei w Elberfeld. W 1881 awansował do zarządu Dyrekcji Kolei w Bydgoszczy, przez dwa lata pełnił służbę w Dyrekcji Kolei w Erfurcie, zostając jej prezesem w 1892, następnie w Dyrekcji Kolei we Wrocławiu (1893-1898). W 1899 został przeniesiony do pruskiego Ministerstwa Robót Publicznych (Preußisches Ministerium der Öffentlichen Arbeiten), gdzie kierował w randze dyrektora wydziałem zarządzania (Verwaltungsabteilung) w Zarządzie Ruchu (Verkehrsabteilung). Jego wysiłki, aby uczynić państwo odpowiedzialnym za kolejnictwo w Niemczech, nie były udane, ale m.in. ujednolicił przepisy kolejowe we wszystkich niemieckich krajach związkowych, i był autorem fundamentalnej pracy pt. „Die Verwaltung der Eisenbahnen...” (zarządzanie kolejami...). W 1909 przeszedł na emeryturę.